# Kaspar Winder
Kaspar Winder (* 21. Jänner 1908 in Wolfurt; † 22. Juli 1977 in Feldkirch) war ein österreichischer Politiker (ÖVP) und Gendarmeriebeamter. Er war von 1963 bis 1964 Abgeordneter zum Vorarlberger Landtag. 

## Ausbildung und Beruf
Winder besuchte zunächst die Volksschule in Wolfurt und bildete sich danach durch Abendkurse weiter, durch die er die Bürgerschule nachholte. Er war von 1923 bis 1927 als Fabriksarbeiter beschäftigt und wurde 1927 Berufssoldat. Als Berufssoldat legte er die staatliche Prüfung in Stenographie und Maschinenschreiben ab. 1930 wechselte Winder zur Gendarmerie, wo er von 1930 bis 1935 als Gendarmeriebeamter eingesetzt wurde. Nach einem schweren Dienstunfall wurde er bis 1943 im Innendienst eingesetzt, wobei er drei Mal aus politischen Gründen zwischen 1942 und 1943 vom Dienst suspendiert wurde. Er wurde 1944 als Standesführer der Polizeireserve zur Kommandeur für Tirol-Vorarlberg nach Innsbruck versetzt und war 1945 zwischen Mai und September Lehrer an der Gendarmerieergänzungsabteilung Bregenz. Danach wurde er interimistischer Leiter des Gendarmeriepostens Feldkirch und nach der Absolvierung eines entsprechenden Fachkurses in Innsbruck 1949 zum Postenkommandanten von Feldkirch ernannt. In dieser Funktion wirke er bis 1961, danach war er von 1961 bis 1970 stellvertretender Bezirksgendarmeriekommandant von Feldkirch. Per 30. Juni 1970 wurde er pensioniert.

## Politik und Funktionen
Winder war Mitglied der Österreichischen Volkspartei und des ÖAAB. Er war als Abgeordneter des Wahlbezirkes Feldkirch vom 11. Mai 1963 bis zum 28. Oktober 1964 Abgeordneter zum Vorarlberger Landtag, wobei er für Herbert Stohs nachgerückt war. Des Weiteren war er Mitglied im Rechts- und Immunitätsausschuss und Mitglied im Sozialpolitischen Ausschuss. Winder war des Weiteren Mitglied des Reichsbundes der katholischen Jugend Österreichs, Mitglied des Turnvereins „Rheingau“, ab 1945 Mitglied der Berufsvertretung der Sicherheitsexekutive und von 1953 bis 1966 Landesobmann der Kameradschaft der Exekutive Österreichs.

## Privates
Winder war der Sohn des Arbeiters Josef Anton Winder und dessen Gattin Maria Anna Winder, geborene Baer, wobei sein Vater im Ersten Weltkrieg fiel. Winder heiratete Anna Tschohl und wurde Vater einer Tochter. 

## Auszeichnungen
- 1968: Verdienstzeichen der Republik Österreich
- Goldene Plakette der Kameradschaft der Exekutive
- Ehrenvorsitzender der Vorarlberger Landesexekutive